# Castello di Stella
Il castello di Stella è stato un edificio difensivo situato in posizione dominante su una collinetta presso il centro storico di San Giovanni a Stella, in provincia di Savona.

## Storia
Il castello ha una posizione strategica a cavallo tra la valle del Riobasco e quella del Sansobbia. Era un tempo collegato con il castellaro di Albisola Superiore con cui costituiva un unico sistema difensivo. Certamente il castello fu ricostruito nella prima metà del XII secolo, ma le origini sono incerte. Secondo alcune ipotesi la prima costruzione potrebbe risalire all'epoca bizantina (VI secolo), come sembrano confermare alcuni oggetti ritrovati in loco. Il castello fu definitivamente abbandonato nella seconda metà del XV secolo.
Il 28 aprile 1227, durante una guerra tra Savona e Genova, l'allora castellano Sigismondo Pedebove (detto anche Simone della Stella), si arrese alle milizie genovesi decretando la caduta anche del castello di Albisola. Da allora Stella entrò sempre più a fare parte del mondo genovese, liberandosi dalle influenze di Savona e seguendo le sorti della Repubblica di Genova. Il 5 ottobre 1244 fu ospitato nelle stanze del castello, il pontefice Innocenzo IV in viaggio per il Concilio di Lione; da questa notizia si apprende che il fortilizio doveva comunque essere di modeste dimensioni, poiché parte del corteo papale dovette alloggiare a Varazze.
Nel 1272 e nel 1310 il castello fu distrutto durante l'ennesima guerra tra i savonesi e i genovesi e subito ricostruito. A quest'epoca risalgono la maggior parte dei pochi resti visibili attualmente. Il numero dei soldati che si avvicendarono nei vari periodi storici fu sempre piuttosto modesto e solitamente si aggirava sulla decina di persone.

## Descrizione
In loco non furono mai condotte campagne di scavo di una certa importanza e attualmente la parte più consistente di resti riguarda una torre a base quadrata su cui si innesta una torre cilindrica. Rimangono brandelli della cinta muraria centrale, sembra di forma pentagonale.
All'interno si trovano le fondamenta di almeno due edifici rettangolari. In origine vi erano certamente altre due cinte murarie (la seconda apparentemente esagonale) di cui tracce potrebbero rimanere nei muri di contenimento dell'attuale cimitero e della piazzetta antistante il vecchio oratorio di San Sebastiano, antica parrocchiale e in origine forse cappella per i castellani. Anche il muro che costeggia la strada che porta al cimitero era probabilmente in origine un muro difensivo ben più alto di adesso che collegava il castello al centro storico di San Giovanni.
I pochi ruderi rimasti furono ulteriormente danneggiati negli anni cinquanta del secolo scorso per la costruzione di due vasche dell'acquedotto sulla sommità della collina, forse in parte ricavate da ambienti sotterranei del castello. Sul lato nord, alle spalle del cimitero, si apre un cunicolo che si addentra per alcuni metri sotto le mura del nucleo centrale. Una tradizione locale vorrebbe che esistesse un collegamento sotterraneo tra il castello e la torre del Mezzano, collegata a vista e che serviva a controllare meglio la valle del Riobasco e la mulattiera proveniente da Albisola.

## Galleria d'immagini

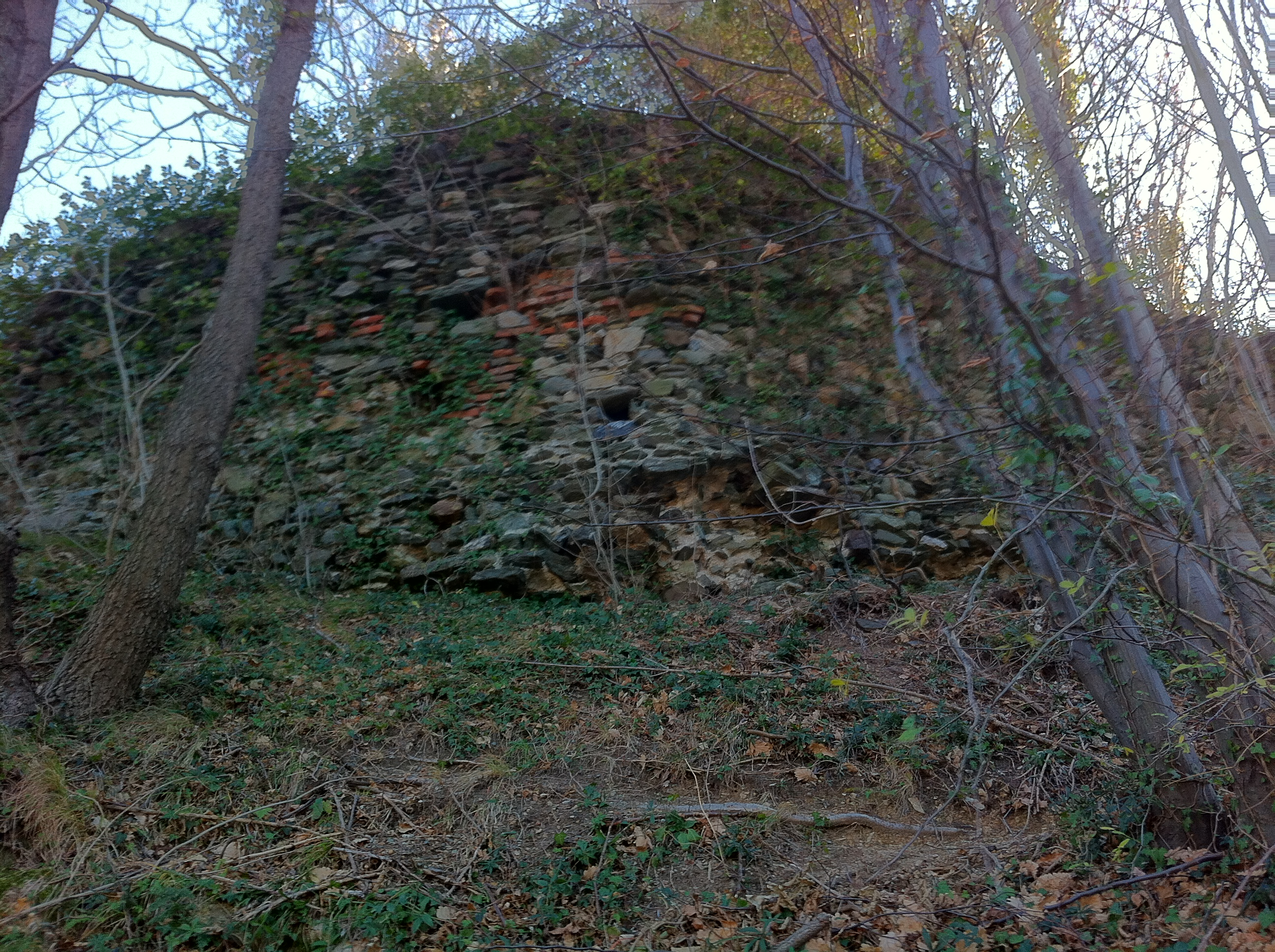
Cinta muraria interna, angolo nord
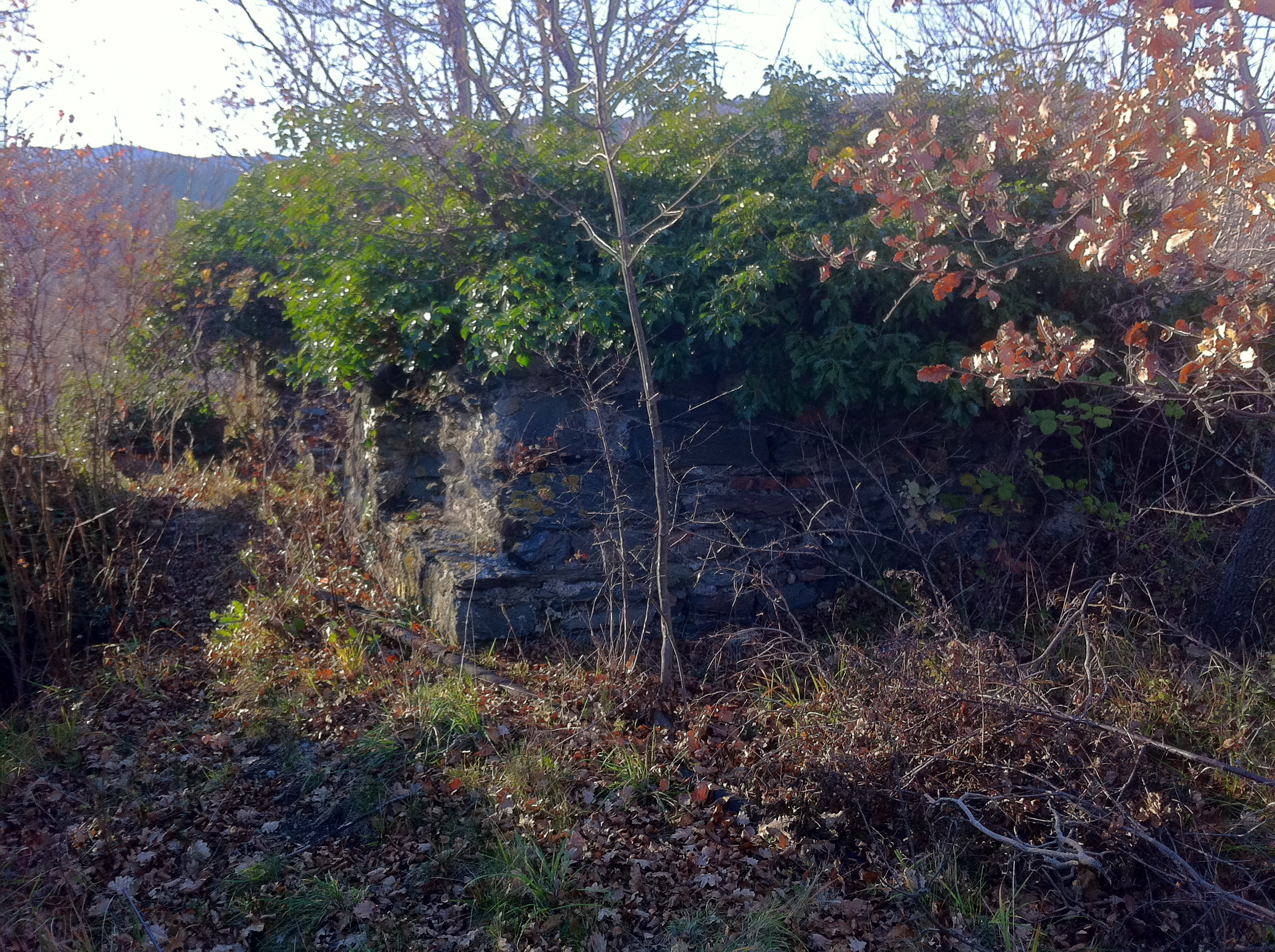
Fondamenta di edifici
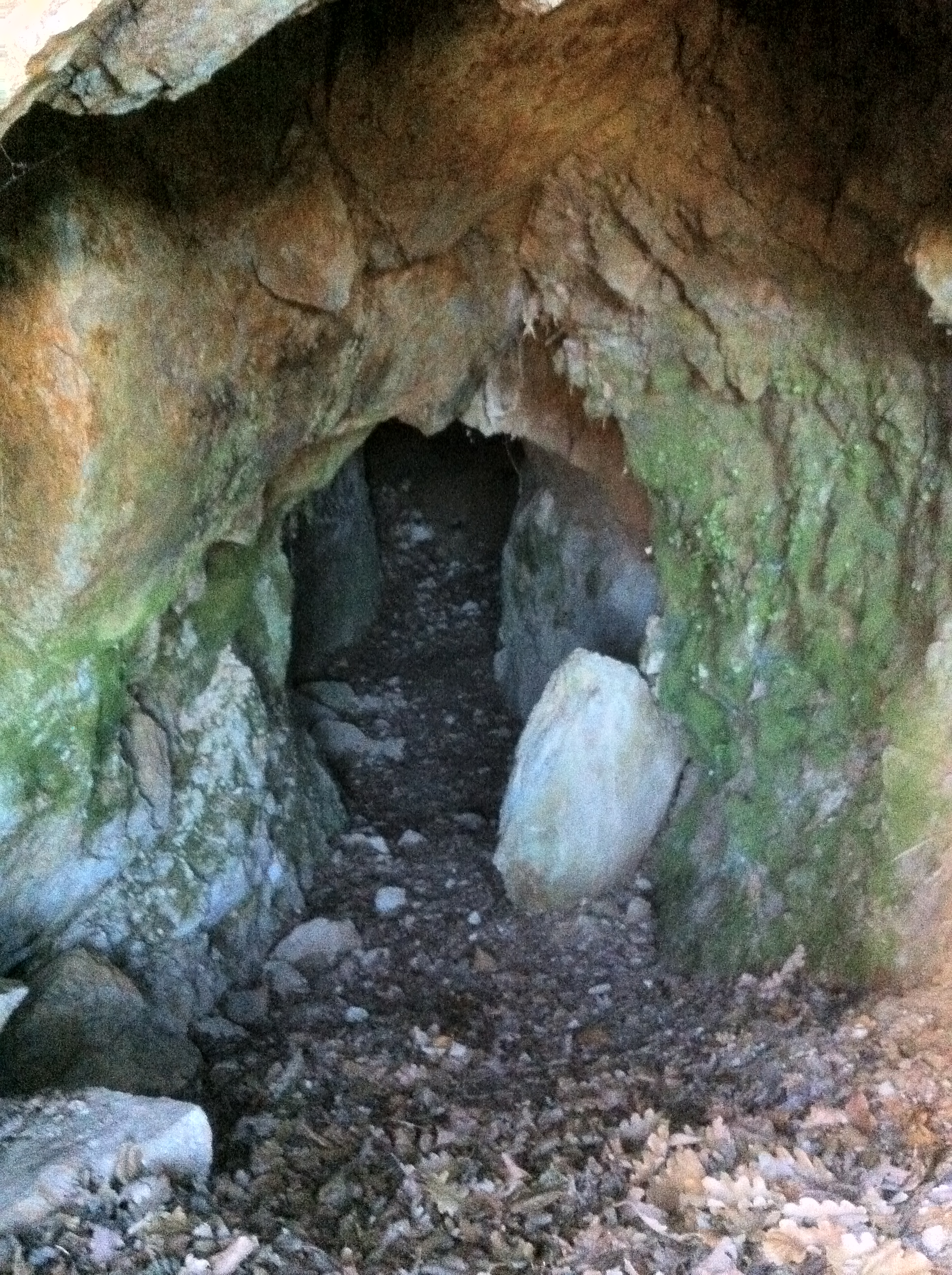
Cunicolo